# Thomas Penson
Thomas Penson, ou Thomas Penson, o mais novo (c. 1790 - 1859), foi o inspetor do condado de Denbighshire e Montgomeryshire. Um arquiteto e designer inovador de várias pontes em arco de alvenaria sobre o rio Severn e outros lugares. Ele era filho de Thomas Penson, o mais velho (c. 1760 - 1824), que fora inspetor do condado de Flintshire entre 1810 e 1814, mas havia sido demitido quando a ponte de Overton-on-Dee desabou. Thomas Penson, o mais jovem, completou sua substituição. Thomas Penson, o mais novo, teve dois filhos: Thomas Mainwaring Penson (falecido em 1864) e Richard Kyrke Penson (falecido em 1886), ambos arquitetos trabalhando em Chester.

## Formação e carreira
Thomas Penson, o mais novo, foi aluno do arquiteto e designer de pontes Thomas Harrison, de Chester. Ele se tornou membro da RIBA em 1848 e associado da Instituição de Engenheiros Civis em 1839. Ele foi nomeado inspetor do condado de Montgomeryshire em 1817, cargo no qual continuou até 1859.

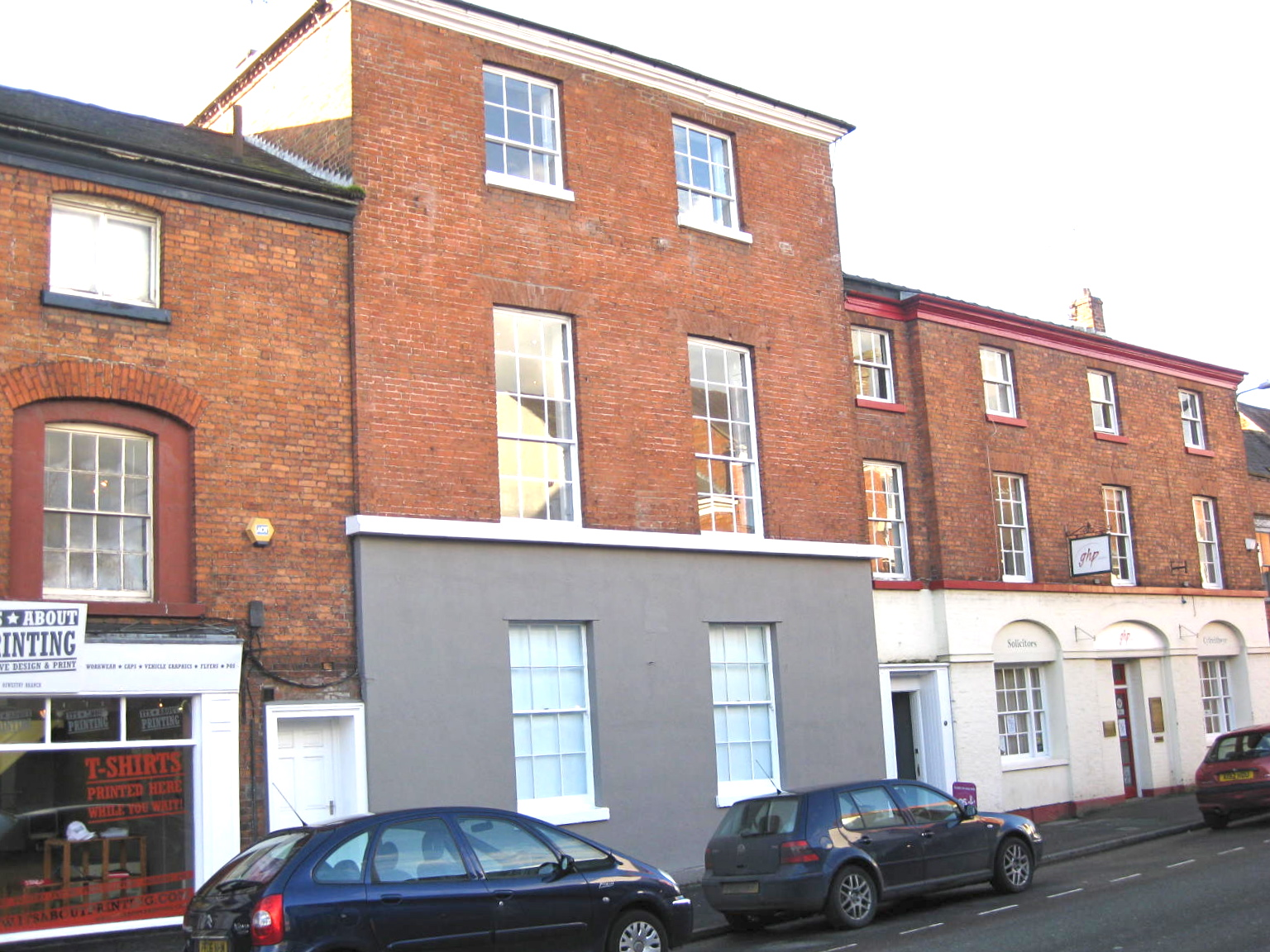
Câmaras de Penson, Willow Street, Oswestry

Ele também foi o agrimensor da Montgomeryshire Turnpike Trusts e foi responsável pelo projeto de muitas novas estradas no município. Ele se tornou inspetor do condado de Denbighshire por volta de 1820. Ele se casou uma francêsa, Kirk, filha do mestre de ferro de Wrexham, Richard Kirk (1747-1839) em 1814 e viveu inicialmente em Overton-on-Dee, mas em 1823 ele se mudou para Oswestry, onde montou seu escritório, conhecido como "Câmaras de Penson" na rua 35 Willow; enquanto ele morava na 19 Willow Street. Em 1839, sua esposa herdou de seu pai Gwersyllt Hall ou Hill, perto de Wrexham, que Penson reformulou em estilo neo-jacobino, que eles usaram como residência principal. Entre os alunos de Penson estava JW Poundley, que se tornaria o inspetor do condado de Montgomeryshire em 1861: e o poeta galês John Jones (Talhaiarn) . Penson foi prefeito de Oswestry em 1840 e foi nomeado vice-lorde tenente de Denbighshire em 1852. Thomas Penson morreu em Gwersyllt em 20 de maio de 1859.

## Pontes

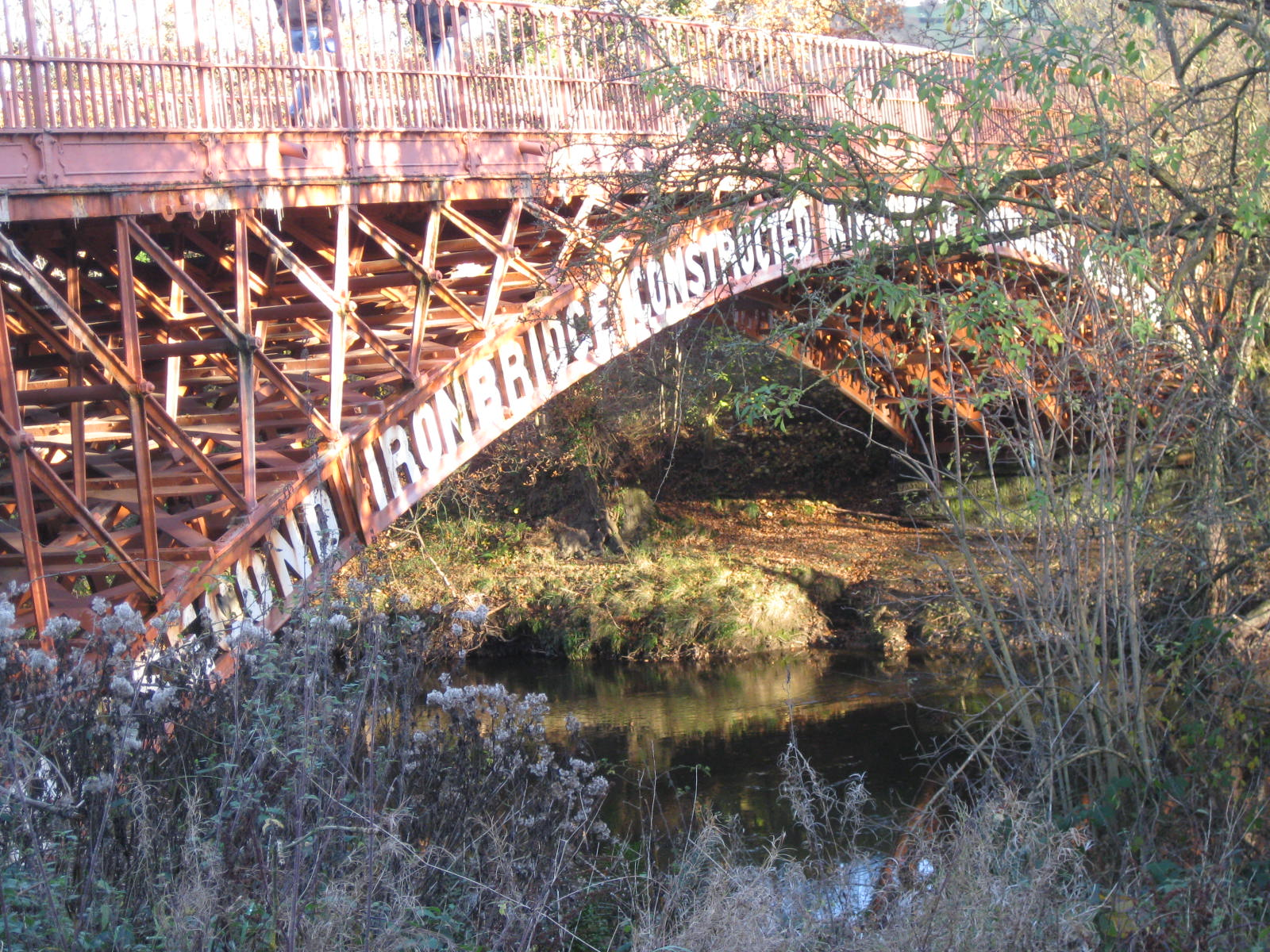
Ponte sobre o Severn em Abermule

O trabalho de Penson como construtor de pontes em Montgomeryshire foi examinado em detalhes por CR Anthony  Anthony lista 62 pontes construídas para os projetos da Penson em Montgomeryshire. Ele contou com empreiteiros para construir suas pontes, como David Davies, que construiu as estradas de aproximação à ponte Llandinam em 1846. Em fevereiro de 1852, o Severn inundou, danificando várias pontes pelas quais Penson projetou substituições. Penson projetou uma ponte de arco de ferro fundido de dois tempos em Caerhowel em 1858 para substituir uma estrutura de madeira destruída pelas inundações. Contra seu conselho, uma ponte suspensa projetada por James Dredge havia sido construída em 1854, apenas para entrar em colapso quatro anos depois, sob o peso de três carroças de cal, matando um homem. Outras pontes creditadas a Thomas Penson incluem:
- Ponte Caersws, em Caersws, 1821, três arcos de alvenaria elíptica
- Long Bridge, em Llanidloes, 1826, ponte de arco de alvenaria de três palmos que substituiu uma ponte de madeira
- Long Bridge, em Newtown, 1827, arco de alvenaria alargado por Penson com arcos de ferro fundido em 1857
- Ponte Felindre, no Monte Severn, 1848, ponte em arco segmentado ou elíptico em alvenaria
- Ponte curta, em Llanidloes, 1849, ponte em arco de alvenaria
- Ponte de Brynderwen, em Abermule, 1852, ponte de arco de ferro fundido de 33m de extensão,
- Ponte de Cilcewydd, 1861, ponte em arco de alvenaria
- Nova ponte sobre o rio Dee
- Llanymynech Ponte sobre o rio Vyrnwy.
- Ponte de Sontly, Wrexham. Datado de 1845. Ironwork lançou R & W Jones da Fundição Ruabon.[10]

| - Ponte longa, Newtown por Thomas Penson - Ponte de Caerhowel sobre o Severn em Brynderwen, Abermule. Por Thomas Penson 1858 - Sontley Bridge perto de Wrexham Inscrição Thos Pessoa: Inspetor do Condado; Jones Ruabon: Fundição 1843 - Longbridge, Llanidloes Thomas Penson, 1826 |

## Arquitetura

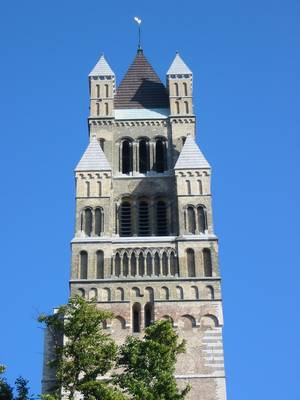
A Catedral de St. Salvator, Brugges, provavelmente usada como modelo para a cidade de St David em Newtown

Embora um aluno de Thomas Harrison, conhecido por seu uso do estilo arquitetônico clássico e particularmente " grego ", isso raramente seja adotado por Penson. Uma exceção é o outrora impressionante Mercado de Flanela (agora Regent Center) de 1832 em Newtown. Para casas de campo, ele preferia um estilo neo-jacobino; como em Vaynor, Llanrhaidr Hall e Hill House, Gwersysllt. Ele também usou esse estilo para o mercado de açougue em Wrexham. Para as igrejas, ele adotou uma versão assertiva e não arqueológica do românico francês, embora St Davids, Newtown, construído em tijolos e terracota, também seja influenciado pelo gótico do norte da Alemanha. Mais particularmente, ele parece estar copiando a Catedral de Saint Salvator, em Bruges, com tijolos amarelos (em vez do vermelho normal) e com tampas de pirâmide nos pináculos. Torre de São Salvator tinha sido reformado por Robert Dennis Chantrell após um incêndio em 1838, e isso pode fornecer uma conexão com Penson  O projeto é, provavelmente, também influenciado por Pugin 's Roman Católica Catedral de St Chad, Birmingham, que é um pouco mais cedo exemplo do renascimento gótico do tijolo. É o uso inovador de terracota da Penson na Christ Church, Welshpool, que é de particular interesse. A Igreja de Cristo (1839-1844) foi encomendada pelo Conde de Powis e é possivelmente o exemplo mais antigo do renascimento da terracota na Grã-Bretanha. Nesta igreja, tijolos amarelos acastanhados e terracota foram usados para os arcos românicos da nave e para o abóbada apsidal do teto da capela-mor.
Penson foi um dos primeiros e principais expoentes da arquitetura românica do Renascimento e desenvolveu um estilo distinto baseado no românico francês e no românico anterior do gótico alemão e flamengo. Penson construiu pelo menos seis igrejas nesse estilo. A arquitetura do renascimento românico foi introduzida no país de Gales pelos desenhos de Neo-Norman ou Thomas Norman do castelo de Penrhyn, que foram executados entre 1822-37. O estilo do românico adotado por Penson contrasta com o românico italiano de outros arquitetos, como Thomas Henry Wyatt, que projetou a Igreja de Santa Maria e São Nicolau, Wilton neste estilo em Wilton, que foi construído entre 1841 e 1844 para a condessa viúva de Pembroke e seu filho, Lord Herbert de Lea.
A fonte da terracota de Penson parece ter sido a alvenaria associada ao campo de carvão de Oswestry, entre Trefonen e Morda, que deveria pertencer ao engenheiro ferroviário Thomas Savin. A terracota estava sendo promovida como alternativa mais barata ao caro trabalho em pedra esculpida para trabalhos decorativos nas igrejas. A terracota foi produzida por fundição, que foi então disparada. Projetos semelhantes nas colunas e arcos podem ser vistos na varanda da igreja Llangedwyn e Llanymynech, e esses são presumivelmente projetos preparados por Penson.

### Igrejas de Penson e detalhamento de terracota
| - Igreja de Cristo, Gales. Arco românico de renascimento em terracota - Igreja de Cristo, Gales. Detalhe de terracota no arco acima da coluna romana de calcário - Igreja de Cristo, Gales. Capela-mor na arcada atrás do altar - Igreja de St Agatha, Llanymynech - St Cedwyn, Llangedwyn. Revival românico varanda oeste - St Cedwyn, Llangedwyn. Arcada românica em terracota. - St Cedwyn, Llangedwyn. Arcada românica em terracota. - Igreja de St Agatha, Llanymynech - Igreja de St Agatha, Llanymynech - Igreja de St Agatha, Llanymynech - Igreja de St Agatha, Llanymynech - Igreja de Cristo, Gales - Igreja de Cristo, Gales - Igreja de St David, Newtown por Thomas Penson - A igreja de Rhosllanerchruggog erigiu 1852 dos projetos por Thomas Penson. |

### Igrejas
- Santíssima Trindade, Oswestry, Salop Street. 1835-7. Agora muito alterado por Eustace Frere em 1893-4, que adicionou a torre e a torre. A igreja de Penson era muito mais clara, com janelas de lancetas e pináculos amassados no parapeito da nave.[16]
- Denbigh de St David. Igreja de um comissário. A torre foi concluída em 1858, enquanto a nave foi derrubada e reconstruída mais tarde.[17]
- Igreja de Cristo, Welshpool 1839-1844.
- Newtown de St David, 1843–47. Igreja de um comissário .
- Llanymynech de St Agatha, Shropshire, 1845 [18]
- St Cedwyn, Llangedwyn, Penson adicionou uma varanda com terracota decorativa românica na década de 1840. -atribuído para Penson na listagem de texto [19]
- Santíssima Trindade, Gwersyllt, Wrexham 1850–51 [20]
- Rhosllanerchrugog, Wrexham 1852 [21]

### Edifícios públicos
- Llanfyllin Union Workhouse, 1838, 250 trabalhadores pobres [18]
- Newtown & Llanidloes Union Workhouse em Caersws, 1838–40 [22]
- The Flannel Exchange, Newtown, 1832 [23]
- Newtown, rua principal.[24] Se isso estiver correto, esses edifícios foram completamente substituídos por Walker .
- A Prisão de Montgomeryshire County, Montgomery [18]
- Prefeitura de Montgomery - andar superior reconstruído em 1828 para fornecer acomodações mais espaçosas para as sessões trimestrais [23]
- Oswestry O mercado transversal, 1848-9.[25]
- Oswestry O mercado de Powis, Bailey Head [24]
- Wrexham. O mercado dos carniceiros, Wrexham 1848 [26]
- Wrexham. O quartel da milícia (agora Museu Wrexham), Regent Street. Construído para o Regimento da Milícia de Denbighshire como quartel em 1857 por Penson.[27] Construído a partir de arenito Cefn. O quartel mudou-se para uma nova sede na Kingsmill Road em 1877 e as instalações da Regent Street foram convertidas em uma delegacia de polícia e um tribunal. A polícia desocupou as instalações em 1976 e os tribunais em 1977 após a conclusão de seus novos edifícios em Bodhyfryd. O edifício serviu então serviu como parte da faculdade de arte por vinte anos antes de ser assumido como Museu Wrexham em 1996.[28]

### Edifícios públicos e oficinas por Penson
| - The Butchers Market, Wrexham por Thomas Penson - Mercado transversal, Oswestry. - Llanfyllin Workhouse - Llanfyllin Workhouse - Plas Maldwyn, Caersws. Antigo Workhouse por Thomas Penson |

### Escolas
- Gwersyllt, Escola da Igreja.[24]
- Escola Nacional de Llanwnnog, 1850,[29]
- Escola Nacional de Newtown, Canal Road, 1857 [30]
- Escola nacional de Newtown, estrada de Kerry (estação de trem oposta) 1843-7. Agora demolido.[30]
- Escola nacional de Welshpool, estrada de Berriew. 1821 Agora demolido.[30]
- Wrexham, Escola Britânica, 1844.[24]
- Escola Nacional de Oswestry, Park Avenue 1841.[24]

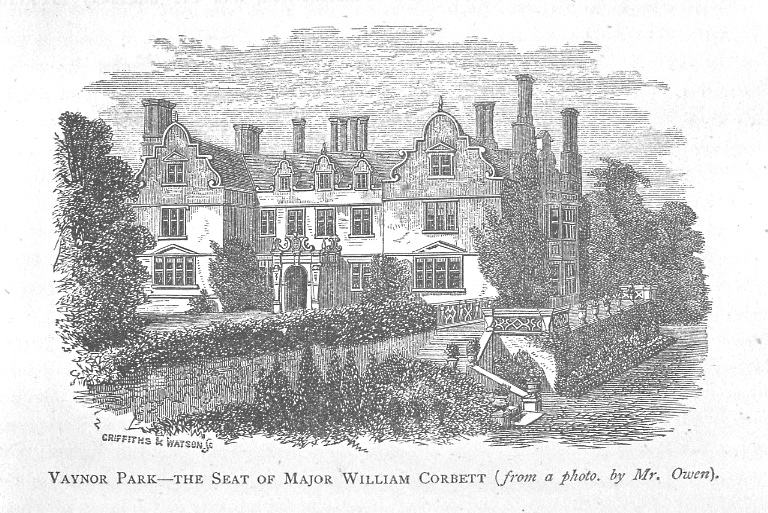
Vaynor, Berriew, reformado por Thomas Penson

### Moradias

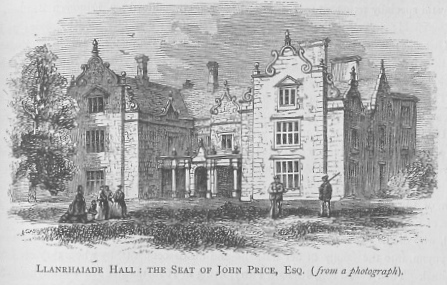
Llanrhaidr Hall, Powys. 1842 From Nicholls "Annals and Antiquities of Wales1872. Vol 1, 375

- Antiga Reitoria de Aberhafesp, 1828–29.[31]
- Pentreheilina, Fourcrosses. Brick, Casa Neo-Jacobiana, construída para John James Turner c1830.[18][32]
- Parque de Vaynor, Berriew, Montgomeryshire. Alterações neo-jacobianas na casa de tijolos existente para J Lion Winder 1840-1853.[18][33]
- Reitoria de Llandyssil, Montgomeryshire 1858. Alterações no interior, nova ala de tijolos e duas janelas de sacada [34]
- Llanrhaiadr Hall, Denbighshire por W Price, 1842.
- Gwersyllt Hall ou Hill. Casa de Penson. Neo-jacobino, datado de 1841.[35]

### Penson e a vila Cottage Ornée em Berriew
No final da década de 1830, ao mesmo tempo em que Penson estava trabalhando na reforma do Parque Vaynor em Berriew para John Winder Lion-Winder, ele também estava reformando e construindo casas em Berriew para a propriedade de Vaynor. Como resultado de seu trabalho, Berriew se desenvolveu como uma vila com muitas casas atraentes de Cottage Ornée. Alguns deles foram reconstruídos a partir de construções com estrutura de madeira anteriores, enquanto outros foram construídos no estilo Tudor Revival e são alguns dos primeiros exemplos da arquitetura Revival em preto e branco. O trabalho de Penson pode ser reconhecido pelas enormes chaminés de tijolos que foram adicionadas às casas, os bargeboards ornamentais às empenas e, em alguns casos, a pintura em preto e branco nos tijolos para dar a impressão de molduras de madeira. Penson parece ser um inovador importante no desenvolvimento da arquitetura pitoresca rural de Tudor e seu filho Thomas Mainwaring Penson desenvolveu ainda mais a arquitetura Revival em preto e branco a partir de 1852 em Chester. Um aluno de John Wilkes Poundley, também construiu moradias no estilo Cottage Ornée para a Naylor Estates em Leighton Hall e Kerry em Montgomeryshire.

### Aldeia de Cottage Ornée em Berriew
| - Berriew, Montgomeryshire. Vaynor Estate Cottge, Refail. - Berriew, Montgomeryshire. Terraço da igreja - Berriew, Montgomeryshire. Casas de campo por Igreja - Berriew, Montgomeryshire. Terraço da igreja - Berriew, Montgomeryshire. O sinal: Vaynor Estate Cottages - Berriew, Montgomeryshire. Inscrição de data em Old Smithy 1774. - Berriew, Montgomeryshire 03 |

## 2
1. ↑  Colvin H. A Biographical Dictionary of British Architects 1600–1840 Yale University Press 3rd ed 1995,748-49
2. 1 2  C. R. Anthony "Penson's Progress: the work of a 19th-century county surveyor”, Montgomeryshire Collections, 1995, Vol 83, 115–175
3. ↑  D. E Jenkins "The Penson Dynasty: Building on the Welsh Border 1822–1859
4. ↑  "Colvin" 3rd ed 1995,749
5. ↑  "Anthony"
6. ↑  "Anthony" 118
7. ↑  "Anthony" 119
8. ↑  Breese, Gwyndaf, The Bridges of Wales, Gwasg Carreg Gwalch, 2001, ISBN 0-86381-667-3
9. ↑  Witts, Chris, A Century of Bridges, River Severn Publications, 2nd ed., 1998, ISBN 0-9532711-0-2
10. ↑  Hubbard E, The Buildings of Wales: Clwyd, Penguin/ Yale 1986, 163
11. ↑  "Colvin" 3rd ed 243 and A. Van de Abeele and C Webster"Architect Robert D Chantrell en de Kathedral van Brugge", Brugs Ommeland, vol 16, 1986
12. ↑  Stratton M "The Terracotta Revival: Building Innovation and the Image of the Industrial City in Britain and North America”, Gollancz London 1993, 13. A possibly earlier example of terracotta revival is the Roman Catholic Church at Stoke-on-Trent, which uses moulded blue bricks in its facade. Penson probably sourced his early terracotta bricks and mouldings from the brickworks associated with the Oswestry Coalfield at Trefonen and Morda
13. ↑  Colvin H. A Biographical Dictionary of British Architects 1600–1840 Yale University Press, 3rd edition London,1995
14. ↑  http://history.wiltshire.gov.uk/community/getchurch.php?id=608
15. ↑  Morda Brickworks and Sweeny Terracotta works. http://www.oswestry-borderland-heritage.co.uk/?page=123
16. ↑  "Newman and Pevsner"457.
17. ↑  Hubbard E, The Buildings of Wales: Clwyd, Penguin/ Yale 1986, 146–147
18. 1 2 3 4 5  "Anthony", 174
19. ↑  http://www.britishlistedbuildings.co.uk/wa-25493-church-of-st-cedwyn-llangedwyn
20. ↑  "Hubbard" 174
21. ↑  "Hubbard"264
22. ↑  "Anthony",174
23. 1 2  "Anthony", 175
24. 1 2 3 4 5  "Jenkins" 13
25. ↑  Newman J & Pevsner N. The Buildings of England: Powys; Shropshire, Yale 2006, 641
26. ↑  https://www.geograph.org.uk/photo/2808987
27. ↑  Buildings of Wrexham
28. ↑  Museum History
29. ↑  Scourfield R & Haslam R. The Buildings of Wales: Powys; Montgomeryshire, Radnorshire and Breconshire, Yale 2013, 187
30. 1 2 3  ”Anthony”, 175
31. ↑  "Scourfield R & Haslam R", 76
32. ↑  Montgomery Collections, Vol 32, 1902, 242. Partially demolished 1955
33. ↑  Pinhorn M, Vaynor, Berriew, Montgomeryshire, '‘Montgomeryshire Collections'’ 65, 1977
34. ↑  Foulkes Parish Notes, Llandyssil Church Records, Powys County Archives
35. ↑  "Hubbard" 175
36. ↑  Cadw (1999) Register of Landscapes, Parks and Gardens of Special Historic Interest in Wales: Powys. Cardiff, pg. 255. ISBN 1 85760 196 3
37. ↑  Alfrey J.(2001), Rural Building in Nineteenth-Century North Wales: The Role of the Great Estates, Archaeologia Cambrensis, Vol 147, pg 213, pl.18

## Literatura
- Anthony C. R.Penson's Progress: the work of a 19th-century county surveyor, Montgomeryshire Collections, 1995, Vol 83, 115–175
- Colvin H. A Biographical Dictionary of British Architects 1600–1840. Yale University Press 3rd ed 1995,748-49
- Jenkins D. E. "The Penson Dynasty: Building on the Welsh Border 1822–1859, Oswestry and District Civic Society, 2002, 24pp.
- Hubbard E, The Buildings of Wales: Clwyd, Penguin/ Yale 1986, 146–147
- Newman J & Pevsner N. The Buildings of England: Shropshire, Yale 2006
- Scourfield R and Haslam R  The Buildings of Wales: Powys; Montgomeryshire, Radnorshire and Breconshire, Yale University Press 2013.
- Stratton T The Terracotta Revival: Building Innovation and the Industrial City in Britain and Northern America Gollancz, London 1993,